# Костичі (Берестейський район)
Костичі (біл. Костычы) — село в Білорусі, у Берестейському районі Берестейської області. Орган місцевого самоврядування — Клейниківська сільська рада.

## Історія
У 1921 році село входило до складу гміни Мотикали Берестейського повіту Поліського воєводства Польської Республіки.

## Населення
За переписом населення Білорусі 2009 року чисельність населення села становила 52 особи.
Станом на 10 вересня 1921 року в селі налічувалося 18 будинків та 90 мешканців, з них:
- 44 чоловіки та 46 жінок;
- 79 православних, 11 римо-католиків;
- 79 українців (русинів), 11 поляків.